# Falsche Beweisaussage
Das österreichische Strafgesetzbuch und das liechtensteinische Strafgesetzbuch definieren überwiegend gleichlautend die mit Geld- oder Freiheitsstrafe bedrohte Falsche Beweisaussage in den §§ 288 und 289 StGB als eine Handlung, bei der eine Person vor einem inländischen Gericht oder einer inländischen Verwaltungsbehörde, soweit sie nicht zugleich Partei ist, als Zeuge förmlich vernommen wird und falsch aussagt oder als Sachverständiger einen falschen Befund oder falsches Gutachten erstattet. In Österreich wird zudem bestraft, wer eine solche falsche Beweisaussage vor einem Untersuchungsausschuss des Nationalrates oder einer Disziplinarbehörde des Bundes, eines Landes oder einer Gemeinde begeht (§ 288 Abs. 3 StGB).
Falsche Beweisaussagen vor öffentlichen Einrichtungen gehört systematisch zu den strafbaren Handlungen gegen die Rechtspflege.

## Förmliche Vernehmung
Eine förmliche Vernehmung liegt vor, wenn der Betroffenen über die Pflicht belehrt wird, die Wahrheit zu sagen. Strafbar ist auch grundsätzlich, wenn zu unerheblichen Details falsch ausgesagt wird. Eine nur formlose Befragung erfüllt nicht das Kriterium einer förmlichen Vernehmung.

## Falsche Aussage, Befund oder Gutachten
Falsch ist eine Aussage, wenn der förmlich Befragte über etwas, das er gesehen, gehört oder getan hat, etwas aussagt, das mit der Wirklichkeit nicht übereinstimmt. Wer in einer Befragung sagt, er könne sich z. B. an einen Vorfall nicht erinnern, kann nicht bestraft werden, weil er ja nichts aussagt (strittig). Das Verschweigen von Umständen kann jedoch unter Umständen strafbar sein, wenn zu anderen Umständen ausgesagt wird und diese dadurch in ein falsches Licht geraten können.
Ein Befund oder Gutachten ist falsch, wenn der Sachverständige über den wissenschaftlichen Meinungsstand falsch informiert oder wenn die Schlüsse/Wertungen des Sachverständigen nicht seiner Überzeugung entsprechen. Dolmetscher und Übersetzer hingegen, die falsch übersetzen, sind nach § 288 bzw. § 289 StGB nicht strafbar.
Täter ist, wer falsch aussagt. Doch kann auch jemand einen anderen dazu anstiften, falsch auszusagen (Bestimmungstäter).

## Strafhöhe
Die Falsche Beweisaussage wird, je nachdem wer die Handlung vorgenommen hat und vor welcher Einrichtung diese erfolgte, unterschiedlich schwer bestraft. Eine Geld- oder Freiheitsstrafe kann auch ganz oder teilweise bedingt verhängt werden, wenn besondere Umstände dies erlauben.

### Fallkonstellationen
Es können folgende Fallkonstellationen in Liechtenstein bzw. Österreich unterschieden werden:
- § 288 Abs. 1 StGB – Falsche Beweisaussage vor Gericht[5] als Zeuge oder falscher Befund oder ein falsches Gutachten als Sachverständiger – Freiheitsstrafe bis zu drei Jahren;
- § 288 Abs. 2 StGB – Falsche Beweisaussage vor Gericht[5] unter Eid (Meineid) – Freiheitsstrafe von sechs Monaten bis zu fünf Jahren;
- § 288 Abs. 4 StGB – Falsche Beweisaussage in einem Ermittlungsverfahren nach der Strafprozessordnung vor Kriminalpolizei, Staatsanwaltschaft oder Europäischer Staatsanwaltschaft (nur Österreich). In Liechtenstein nach § 288 Abs. 3 StGB in einem durch die Landespolizei geführten Verfahren nach der Strafprozessordnung – Freiheitsstrafe jeweils bis zu drei Jahren;
- § 289 StGB – Falsche Beweisaussage vor einer Verwaltungsbehörde als Zeuge oder falscher Befund oder ein falsches Gutachten als Sachverständiger – Freiheitsstrafe bis zu einem Jahr oder Geldstrafe bis zu 720 Tagessätzen;[6]

### Aussagenotstand und Straffreiheit
In § 290 StGB ist der sogenannte Aussagenotstand geregelt. Grundsätzlich kann niemand bestraft werden, wenn er eine falsche Beweisaussage im Sinne der §§ 288 oder 289 StGB ablegt, um von sich oder einem Angehörigen Schande oder die Gefahr strafrechtlicher Verfolgung oder eines unmittelbaren und bedeutenden vermögensrechtlichen Nachteils abzuwenden, wenn er von der Verbindlichkeit zur Ablegung eines Zeugnisses befreit war oder hätte befreit werden können.
Hierzu gibt es mehrere Sonderfälle, die zu beachten sind (§ 290 Abs. 1 Zi. 1 bis Zif. 3 und § 290 Abs. 2, in Österreich auch § 290 Abs. 1a). Die Vergünstigung aus § 290 Abs. 1 und 2 wird sowohl in Liechtenstein wie in Österreich durch die Einschränkung in § 290 Abs. 3 relativiert, nach welcher ein Täter auch bei Vorliegen der Voraussetzungen des § 290 Abs. 1 zu bestrafen ist, wenn es ihm insbesondere im Hinblick auf den aus der falschen Aussage einem anderen drohenden Nachteil dennoch zuzumuten ist, wahrheitsgemäß auszusagen.
Straffrei kann werden, wenn die Tat nur unbedeutende Folgen nach sich zieht (§§ 288 bzw. 289 StGB iVm § 42 StGB).

### Tätige Reue
Nicht zu bestrafen ist auch, wenn jemand wegen einer nach den §§ 288 oder 289 StGB mit Strafe bedrohten Handlung die unwahre Erklärung vor Beendigung seiner Vernehmung richtigstellt (tätige Reue, § 291 StGB).

## Herbeiführung einer unrichtigen Beweisaussage
Thematisch zu diesen strafbaren Handlungen gegen die Rechtspflege gehört auch die Herbeiführung einer unrichtigen Beweisaussage (§ 292 StGB). Wer einen anderen durch Täuschung über Tatsachen dazu verleitet, gutgläubig eine unrichtige Beweisaussage vor Gericht abzulegen (§ 288), ist mit Freiheitsstrafe bis zu drei Jahren zu bestrafen (§ 292 Abs. 1 StGB). Ebenso: Wer auf die im Abs. 1 bezeichnete Weise bewirkt, dass jemand gutgläubig eine unrichtige Beweisaussage vor einer Verwaltungsbehörde ablegt (§ 289), ist mit Freiheitsstrafe bis zu einem Jahr oder mit Geldstrafe bis zu 720 Tagessätzen zu bestrafen. Diese Bestimmung im liechtensteinischen bzw. österreichischen Strafgesetzbuch ist weitgehend totes Recht.
Wer jedoch jemanden vorsätzlich dazu verleitet, falsch auszusagen, ist nach § 12 iVm § 288 oder 289 StGB zu bestrafen.